# Плосьниця (гміна)
Гміна Плосьниця (пол. Gmina Płośnica) — сільська гміна у північній Польщі. Належить до Дзялдовського повіту Вармінсько-Мазурського воєводства.
Станом на 31 грудня 2011 у гміні проживало 5924 особи.

## Територія
Згідно з даними за 2007 рік площа гміни становила 163.09 км², у тому числі:
- орні землі: 73.00%
- ліси: 18.00%

Таким чином, площа гміни становить 16.91% площі повіту.

## Населення
Станом на 31 грудня 2011:
| Опис     | Загалом | Загалом | Чоловіки | Чоловіки | Жінки | Жінки |
| -------- | ------- | ------- | -------- | -------- | ----- | ----- |
| одиниця  | осіб    | %       | осіб     | %        | осіб  | %     |
| все      | 5924    | 100     | 2956     | 49.90    | 2968  | 50.10 |
| міське   | 0       | 100     | 0        |          | 0     |       |
| сільське | 5924    | 100     | 2956     | 49.90    | 2968  | 50.10 |

## Сусідні гміни
Гміна Плосьниця межує з такими гмінами: Дзялдово, Кучборк-Осада, Лідзбарк, Рибно.